# Gmina Lincoln (hrabstwo Dallas, Iowa)

Położenie Gminy Lincoln w hrabstwie Dallas

Gmina Lincoln (ang. Lincoln Township) – gmina w USA, w stanie Iowa, w hrabstwie Dallas. Według danych z 2000 roku gmina miała 255 mieszkańców, a jej powierzchnia wynosi 95,27 km².